# ميريام روث
ميريام روث (بالعبرية: מרים רות‏) هي كاتبة للأطفال وكاتِبة إسرائيلية، ولدت في 1 فبراير 1910 في نوفي زامكي في سلوفاكيا، وتوفيت في 13 نوفمبر 2005 في Sha'ar HaGolan ‏ في إسرائيل.